# Pheidole
Pheidole là một chi thuộc về kiến sinh vật thuộc họ Myrmicinae. Chi được phổ biến rộng rãi và có tính sinh thái cao. Nó có thể bao gồm hơn một nghìn loài. Chi đầu tiên phát triển ở châu Mỹ, cuối cùng lan rộng khắp toàn cầu.
Chúng sử dụng những chiếc răng lớn để nghiền thức ăn, lấp những chiếc lỗ để tấn công tổ ong và chiếm thế thượng phong trong chiến đấu. 
Xã hội loài kiến này có ba giai tầng gồm cần lao là kiến thợ, giai tầng thứ hai là kiến lính với những chiếc đầu quá khổ, trong khi giai tầng cao nhất là những con kiến có những chiếc đầu có đủ hình dạng thước, thậm chí lớn hơn gấp 3 lần kiến thợ thông thường. Trong khoảng 1.100 kiến binh sĩ tiền sử, chỉ có khoảng tám con thuộc giai tầng cao nhất.

Pheidole mendicula

## Cấu trúc thuộc địa
Hầu hết các loài Pheidole đều có độ phân giải thấp, có nghĩa là các khuẩn lạc chứa đựng hai nhóm người lao động: những người lao động "vị thành niên", và những "công nhân" lớn, hoặc "những người lính". Loại thứ hai thường có đầu và hàm dưới rất lớn so với kích thước cơ thể của chúng khá khiêm tốn. 
Ngoài ra, giống như các loài kiến khác, một thuộc địa có thể chứa một hoặc một số hoàng hậu và cũng ở các đàn trưởng thành, chúng ta có thể có những con cái và con đực có cánh.

## Những con kiến thợ
Các con thợ lớn đặc biệt đã kiếm được chi Pheidole là biệt danh của "những con kiến to lớn". Các con kiến thợ chính của một thuộc địa Pheđoido, trong khi chúng có thể trông rất ác liệt, thường khá nhút nhát và thường là con đầu tiên chạy trốn bất kỳ dấu hiệu nguy hiểm nào. Nhiều loài Pheidole là con mồi của các con đười ươi ký sinh trùng đẻ trứng vào những công nhân lớn; ấu trùng ruồi phát triển chủ yếu trong các viên đầu của nạn nhân, cuối cùng là chặt chúng, và có lẽ sẽ chết đói trong thân thể những người lao động nhỏ. 

Trong hầu hết các trường hợp, những con kiến thợ chính được sử dụng trong tổ để phân chia các mặt hàng thực phẩm lớn, hoặc bên ngoài để mang các vật lớn, chẳng hạn như hạt giống; nhiều loài Pheidole là những người tiêu dùng hạt giống quan trọng về sinh thái ("người thu hoạch").
Minor and major workers of P. purpurea
- Minor worker
- Minor worker, top
- Major worker
- Major worker, top

## Danh sách loài
Chi chứa hơn 1000 loài. Chúng bao gồm:
- Pheidole acutidens
- Pheidole argentina
- Pheidole barreleti
- Pheidole bigote
- Pheidole branstetteri
- Pheidole braueri
- Pheidole bula
- Pheidole carinote
- Pheidole cervicornis
- Pheidole ceylonica
- Pheidole clavata
- Pheidole debilis
- Pheidole decepticon
- Pheidole dentata
- Pheidole diffidens
- Pheidole dodo
- Pheidole elecebra
- Pheidole elongicephala
- Pheidole eowilsoni
- Pheidole epiphyta
- Pheidole fervens
- Pheidole fossimandibula
- Pheidole gracilipes
- Pheidole gymnoceras
- Pheidole harlequina
- Pheidole harrisonfordi
- Pheidole horni
- Pheidole inquilina
- Pheidole janzeni
- Pheidole jonas
- Pheidole karolmorae
- Pheidole karolsetosa
- Pheidole komori
- Pheidole laevithorax
- Pheidole lagunculinoda
- Pheidole lanuginosa
- Pheidole latinoda
- Pheidole leoncortesi
- Pheidole loki
- Pheidole malinsii
- Pheidole megacephala
- Pheidole megatron
- Pheidole microgyna
- Pheidole neokohli
- Pheidole nietneri
- Pheidole noda
- Pheidole ochracea
- Pheidole oculata
- Pheidole pallidula
- Pheidole pararugiceps
- Pheidole parasitica
- Pheidole parva
- Pheidole pegasus
- Pheidole phanigaster
- Pheidole picobarva
- Pheidole pronotalis
- Pheidole psilogaster
- Pheidole purpurea
- Pheidole ragnax
- Pheidole rhinomontana
- Pheidole rugithorax
- Pheidole rugosa
- Pheidole sebofila
- Pheidole simplispinosa
- Pheidole spathifera
- Pheidole sulcaticeps
- Pheidole symbiotica
- Pheidole templaria
- Pheidole teneriffana
- Pheidole uncagena
- Pheidole vieti
- Pheidole vulcan